# Gare de Bussac
Pour les articles homonymes, voir Bussac.
La gare de Bussac est une gare ferroviaire française de la ligne de Chartres à Bordeaux-Saint-Jean située sur le territoire de la commune de Bussac-Forêt, dans le sud du département de la Charente-Maritime, en région Nouvelle-Aquitaine.
C'est une halte voyageurs de la Société nationale des chemins de fer français (SNCF), desservie par des trains régionaux TER Nouvelle-Aquitaine.

## Situation ferroviaire
Établie à 63 mètres d’altitude, la gare de Bussac est située au point kilométrique (PK) 563,956 de la ligne de Chartres à Bordeaux-Saint-Jean, entre les gares de Montendre et de Saint-Mariens - Saint-Yzan.

## Histoire
La bourgade rurale et industrielle de Bussac-Forêt a été raccordée assez tardivement au réseau de la compagnie des Charentes le 16 octobre 1873, c'est-à-dire deux années après l'ouverture de la gare de Montendre qui demeura pendant cet intervalle de temps le terminus de la ligne Saintes-Pons-Jonzac-Montendre. Cette date correspond à la fois au jour de la mise en exploitation de la ligne  Montendre - Saint-Mariens avec embranchement sur Blaye dans le département voisin de la Gironde et à l'ouverture de toutes les gares sur ce tronçon ferroviaire qui fut prolongé jusqu'à Coutras le 19 octobre 1874.
Cette petite gare rurale fut édifiée à l'identique des autres gares de la Haute Saintonge et elle ne présente pas d'intérêt particulier qui puisse être décrit. Mais comme toutes les autres stations ferroviaires de la région méridionale du département, les halles à  marchandises, de dimension assez vaste, étaient construites en bois, matériau largement utilisé dans la région.
La gare de Bussac a surtout joué un rôle de gare de marchandises où dès la fin du XIXe siècle des poteaux destinés à la construction des galeries de mines furent expédiées depuis cette gare à travers toute la France, en particulier vers le Nord.
Après la Seconde Guerre mondiale, la commune de Bussac-Forêt accueillit une très importante base de l'OTAN où jusqu'en 1964 l'armée américaine utilisa un embranchement ferroviaire pour la fourniture de matériel militaire.

## Fréquentation
De 2015 à 2023, selon les estimations de la SNCF, la fréquentation annuelle de la gare s'élève aux nombres indiqués dans le tableau ci-dessous.
| Année     | 2015  | 2016  | 2017  | 2018  | 2019  | 2020  | 2021  | 2022  | 2023  |
| --------- | ----- | ----- | ----- | ----- | ----- | ----- | ----- | ----- | ----- |
| Voyageurs | 2 949 | 2 421 | 3 470 | 3 155 | 2 918 | 2 216 | 3 217 | 3 818 | 2 192 |

## Service des voyageurs

### Accueil
En raison de sa très faible fréquentation, la gare de Bussac est une petite station ferroviaire qui, ayant été rachetée par la commune, a pu être ouverte à l'exploitation pour le trafic voyageurs grâce également à la région Poitou-Charentes.
Elle fait partie des « points d'arrêt sans personnel » du réseau TER Nouvelle-Aquitaine.

### Desserte
La gare est desservie uniquement par un TER Nouvelle-Aquitaine circulant entre Saintes et Bordeaux en semaine.

### Intermodalité
Le stationnement des véhicules est possible à proximité.